# Hilterfingen
Hilterfingen – gmina (niem. Einwohnergemeinde) w Szwajcarii, w kantonie Berno, w regionie administracyjnym Oberland, w okręgu Thun. Leży nad jeziorem Thunersee.

## Demografia
W Hilterfingen mieszkają 4 094 osoby. W 2020 roku 8,5% populacji gminy stanowiły osoby urodzone poza Szwajcarią.

## Współpraca
Miejscowość partnerska:
- Hersbruck, Niemcy

## Transport
Przez teren gminy przebiega droga główna nr 221.